# Nationwide Mutual Insurance Company
Nationwide Mutual Insurance Company eller Nationwide er en amerikansk forsikrings- og finanskoncern. Det er en koncern med en række forskellige datterselskaber indenfor forsikring, formueforvaltning og investering.